# ميلة (الجميمة)

تعديل مصدري - تعديل

ميلة هي إحدى قرى عزلة بقره الشرقية والوسطى بمديرية الجميمة التابعة لمحافظة حجة، بلغ تعداد سكانها 247 نسمة حسب تعداد اليمن لعام 2004.